# Superhuman
„Superhuman” – singiel Chrisa Browna.

## Listy przebojów
| Chart (2008 r.)                 | Pozycja |
| ------------------------------- | ------- |
| New Zealand RIANZ Singles Chart | 31      |